# Едіп

Едіп та Сфінкс, зображення на аттичному червонофігурному килику, 480—470 рр. до н. е., Етруський музей, Ватикан

Едіп або Едип (грец. Οιδίποδας) — давньогрецький (фіванський) герой, син Лая та Йокасти. За міфом, мав трагічну долю. У спробі уникнути напророкованої долі, Едіп сам втілив пророцтво про те, що вб'є власного батька одружиться з матір'ю. Також відомий як переможець чудовиська на ім'я Сфінкс.

## Міф про Едіпа
Цареві Лаію (Лаю) Аполлон передрік, що його вб'є власний син. Коли в Лая народився спадкоємець від Іокасти, він наказав пробити дитині ступні й залишити на горі Кітерон на поживу звірам. Раб пожалів хлопчика й відніс його коринфському пастухові, який передав дитину своєму бездітному цареві Полібу. Той назвав хлопчика Едіпом (дослівно «пухлоногий») і виховав як рідного сина. (Первісний варіант: батько кинув Едіпа в море, але він урятувався, і його всиновив сікіонський цар).
Нічого не знаючи про своє походження, юнак ріс при коринфському царському дворі. Він став сильним та запальним, за що однолітки його стали дражнити, що він прийомний, бо Поліб мав м'який характер. Едіп звернувся до дельфійського оракула аби дізнатися чи дійсно він прийомний. Оракул не дав прямої відповіді, але застеріг: «Уникай своєї батьківщини, бо станеш убивцею власного батька й чоловіком рідної матері». Едіп, бувши переконаний, що його батьківщиною є Коринф, утік до Беотії, прямуючи у Фіви. На роздоріжжі він зустрів Лаія, який їхав з Фів до Дельфів. Через відмову дати проїхати колісниці почалася бійка, в сутичці Едіп убив царя, не знаючи хто він такий. Один зі свити царя втік і розповів, що Лаія вбив розбійник. Новим царем тимчасово став Креонт.
Того часу Фіви потерпали від Сфінкса (Сфінги) — чудовиська, насланого Герою за розпусту Лаія. Сфінкс мав тулуб лева, обличчя жінки і крила птаха. Чудовисько повідомило, що покине країну тоді, коли буде відгадана його загадка. Сфінкс сидів на скелі перед міською брамою та звертався до подорожніх. Хто загадки відгадати не міг, того Сфінкс пожирав (варіант: скидав у безодню). Креонт пообіцяв тому, хто врятує місто від чудовиська, царство та Іокасту, вдову Лаія. Едіпові чудовисько загадало таке: «Хто вранці ходить на чотирьох, удень на двох, увечері на трьох ногах?» Едіп відповів: це людина в дитячому віці (коли повзає на чотирьох), доросла, і в старості (коли спирається на палицю). Розгадавши загадку та вбивши потвору (згідно з іншим джерелом Сфінкс сам кинувся в прірву), Едіп визволив фіванців, які обрали його своїм царем і дали йому за дружину вдову Лаія Іокасту. Єдиний свідок убивства ним Лаія після цього покинув Фіви і не повертався.
Від цього шлюбу народилися сини Етеокл, Полінік і дочки Антігона й Ісмена (згідно з іншими джерелами усіх дітей народила друга Едіпова дружина Евріганія, тоді як шлюб з Іокастою був бездітним — втім, ця версія, ймовірно, виникла пізніше, так би мовити, з «етичних» міркувань). Після 20-річного щасливого владарювання Едіпа у Фівах почався голод, спалахнула моровиця. Дельфійський оракул провістив, що лихо минеться, коли у Фівах не стане непокараного вбивці царя Лаія. Дбаючи про щастя держави, Едіп енергійно розшукував винуватця злочину. Нарешті він довідався, що сам убив батька, а одружився з матір'ю. За одним з варіантів міфу Едіп проїжджав з дружиною повз місце вбивства Лаія, де сам розповів про те, як вбив там незнайомця, з чого Іокаста все зрозуміла. За іншим — коли Поліб помер, раб, який врятував Едіпа, розповів йому про його справжнього батька.
Іокаста з розпуки повісилася, а Едіп осліпив себе, виколовши очі її застібкою, після чого пішов у вигнання. Найдавніший міф розповідає, що сліпий Едіп аж до смерті перебував у Фівах. Ферекід вказує, що другою дружиною Едіпа була Евріганія, третьою — Астімедуса.
За пізнішими міфами, Едіпа прогнали його сини. Залишаючи Фіви, Едіп прокляв синів, і це прокляття стало причиною їхнього розбрату й загибелі (за іншими джерелами загибель Етеокла й Полініка спричинена суперечкою за володіння намистом Гармонії). Згідно з афінським переказом, Едіп у супроводі своєї дочки Антігони прибув до передмістя Афін Колона, де володарював Тесей, який прихистив Едіпа. Сліпець випросив прощення в розгніваних богів; Аполлон оповістив Едіпу, що в прийдешній війні Афін з Фівами перемогу здобуде та країна, де помре Едіп. Тому Тесей не дозволив родичам забрати його до Фів.

## Трактування міфу про Едіпа
Міф про Едіпа — варіант поширеного серед багатьох народів переказу про дитину, яка приносить нещастя попри намагання уникнути цього. У покаранні Едіпа відбито заборону шлюбу між кровними родичами.
Первісним ядром міфу про Едіпа є мотив про битву батька з сином, які не впізнають один одного. Сюжет міфу вважається відгуком про часи, коли існував матрилокальний шлюб, за якого син виховується в роду матері, а при досягненні зрілості вирушає на пошуки батька.
У загадці Сфінкса дослідники вбачають загадку про долю самого Едіпа, котрий у дитинстві повзав через проколоті ноги, в зрілості ходив як славний герой, а в старості спирався на палицю, будучи сліпим. На це вказує те, що у Софокла Сфінкса названо пророчим. Також проводяться паралелі між Сфінгою та Іокастою. Обидві несли загадку і, дізнавшись відповідь, вчинили самогубство. Іокаста повісилася, а ім'я Сфінга означає «душителька».
Роберт Ґрейвс вважав, що міф про Едіпа виник у XIII ст. до н. е., коли історичний Едіп завоював Фіви, убив місцевого царя та одружився з його дружиною, жрицею богині Місяця. Цю богиню зображали в подобі Сфінги. Пізніше правління нового царя було описано як наслідок убивства ним батька та інцесту з матір'ю. Можливо також, що фіванці описали Едіпа як загубленого сина місцевого царя, щоб не визнавати своєї поразки від іноземця.
З іншого боку — подробиці міфа про Едіпа перетворюють його на своєрідного «антигероя» героїчної доби, кожна дія якого заперечує «кодекс поведінки» аристократичної верстви, до якої він належав за походженням. До таких дій належить не лише вбивство власного батька, а й перемога без зброї, здобуття престолу без очевидних прав на нього, одруження з власною матір'ю, покарання сліпотою, яке надсилають не боги, а власноруч здійснює сам Едіп.

## Образ Едіпа в мистецтві

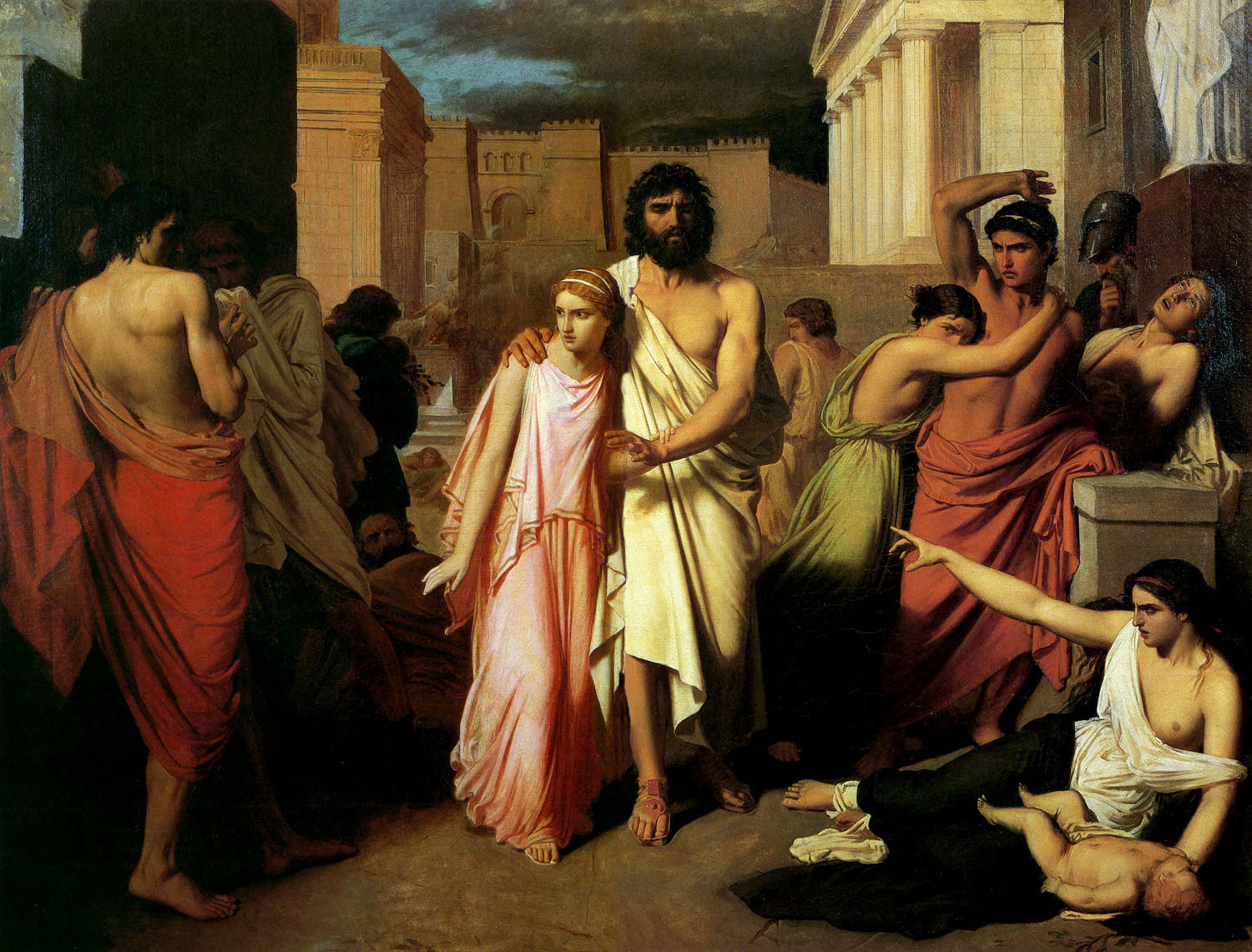
Едіп іде у вигнання з Антігоною, картина Шарля Франсуа Жалабера (1842)

Трагічна Едіпова доля привернула увагу Софокла («Едіп-цар», «Едіп у Колоні»), Сенеки «Едіп», Публія Папінія Стація «Фіваїда». У літературі нового часу образ Едіпа надихав Вольтера, Персі Шеллі та інших. Композитор І. Стравінський написав однойменну оперу-ораторію. Також існує опера «Едіп» румунського композитора Джордже Енеску, також Андреа Габріелі, Карла Орфа опери «Цар Едіп», Андреа Гретрі опера «Едіп у Колоні», Фелікс Мендельсон — музика до трагедії «Едіп», Ансельм Гюттенбреннер — опера «Едіп у Колоні».

## Едіпів комплекс
На честь Едіпа названо поняття психоаналітичної теорії, яке позначає еротичні почуття сина до матері в поєднанні з відчуттям агресії до батька, конкуренції з ним. Введене Зигмундом Фрейдом стосовно універсального явища раннього дитинства. Попри походження, поняття застосовується як щодо хлопчиків, так і до дівчаток.